# Pseudoniphargus duplus
Pseudoniphargus duplus is een vlokreeftensoort uit de familie van de Allocrangonyctidae. De wetenschappelijke naam van de soort is voor het eerst geldig gepubliceerd in 2006 door Messouli, Messana & Yacoubi-Khebiza.